# تل السمك

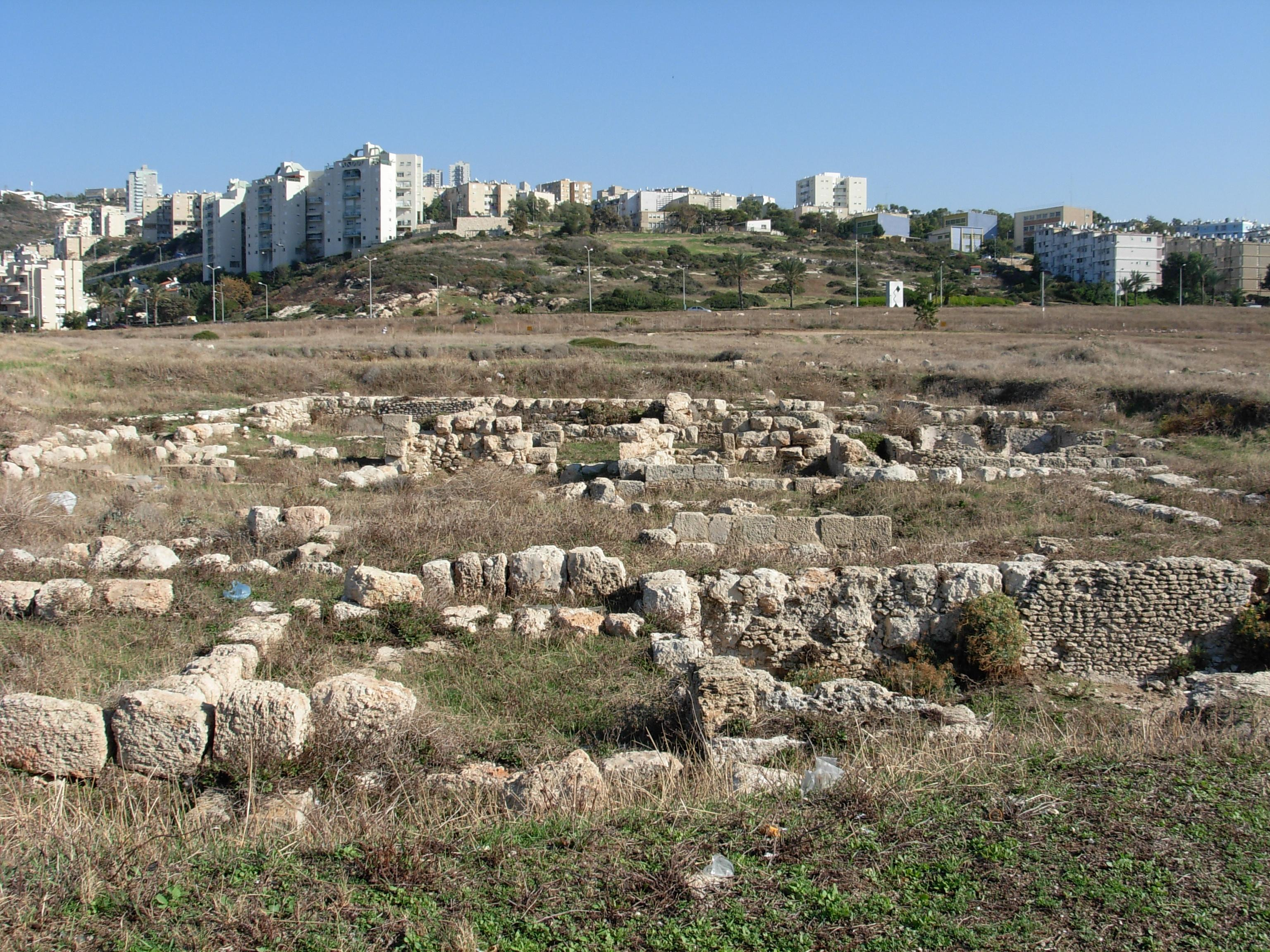
تل السمك

تل السمك (بالعبرية: תל שִׁקְמוֹנָה) - لفظها في العبرية: تل شيكمونا، يدعى أيضا سيكامين (Sycamine). هو تل قديم يقع بجانب ساحل البحر، في مدينة حيفا، جنوب موقع المعهد الوطني الإسرائيلي لدراسة علوم المحيطات.

## التاريخ
يذكر يوسيفوس في عاديات اليهود شيكمونا (سيكامين) كمكان الذي من الممكن إرساء السفن به، والشاطئ المحدد الذي قام بطليموس التاسع بإحضار جيشه إليه؛ أثناء غزوة على هذه البلاد. يذكر سترابو الموقع باسم (سيكامينوبوليس) ويعلق عليه بأنه موقع الذي كان عبارة عن خربة وأنه أعتبر ليس أكثر من مجرد خراب في يومه. تذكر المشناه (Demai 1: 1-دماي)، الذي تم تجميعها عام 189 م، منطقة شيكمونا 'تل السمك' بأنها منطقة تشتهر بوجود نوع من السدر (العبرية: rīmīn) في أراضيها. مر الرحال بوردو في عام 333 م عبر 'سيكامون' أثناء سفره عبر الأراضي المقدسة.

## علم الآثار

### تاريخ التنقيب

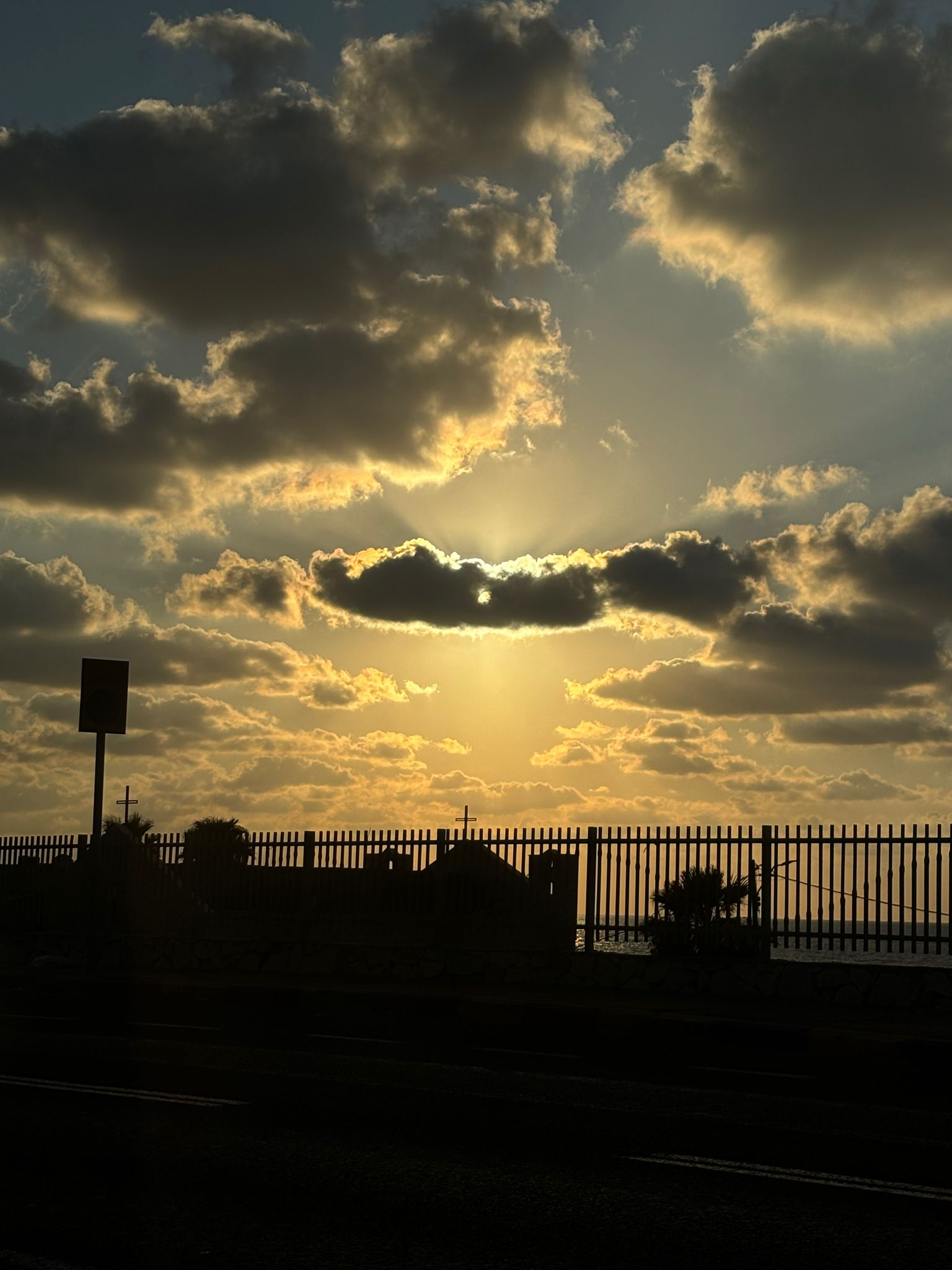
حي وادي الجمال - تل السمك - حيفا

تم إجراء الحفريات والكشوفات التنقيبية الأثرية الرئيسية، التي أجريت في التل وفي المدينة البيزنطية جنوبه، من قبل عالم الآثار ج. إلجافيش في سنوات الستينيات والسبعينيات نيابة عن إدارة المتاحف، بلدية حيفا.
تم إجراء تنقيبات حفظية (للمحافظة على المكان وحمايته) في سنوات التسعينات من قبل هيئة الآثار الإسرائيلية (إختصارها بالإنجليزية: IAA) وتركز إجراء هذه التنقيبات في الجزء الشرقي من المدينة البيزنطية، غرب منحدرات جبل الكرمل، حيث كانت تقع مقبرة المدينة. في العام الذي ما بين 2010-2011، أجريت عدة تنقيبات جديدة من قبل فريق من معهد زينمان للآثار التابع لجامعة حيفا، وقد عمل هذا الفريق برئاسة الدكتور مايكل أيزنبرغ مع الدكتور شاي بار، حيث كانا يديرا الحفريات التنقيبية هذه من على موقع التل نفسه. كانت أهداف المشروع هي إعادة الكشف عن المجمعات الأثرية المحفورة جنوب وشرق التل الذي تم التنقيب عنها مسبقًا بواسطة إلجافيش، والتوسيع من هذه المناطق والقيام بأعمال صيانة واسعة النطاق من أجل الحفاظ على الآثار وعرضها للجمهور كجزء من حديقة شيكمونا العامة 'حديقة تل السمك العامة'. وهدف العمل أيضًا إلى دراسة طبقات الأرض في موقع التل وإنشاء إطار زمني دقيق.

### الاكتشافات
تعود البقايا الأثرية الموجودة على التل للفترة التي ما بين عصر البرونزي المتأخر إلى العصر البيزنطي المتأخر. المدينة السفلية، الواقعة في شرق وجنوب التل، تعود إلى وقت العصر الروماني المتأخر - الفترة البيزنطية. لم يتم العثور على أي بقايا حتى الآن التي تعود إلى الفترة العربية المبكرة، مما دفع علماء الآثار إلى الإستنتاج بأنه قد تم التخلي عن موقع 'شيكمونا' تل السمك قبل زمن القرن السابع الميلادي.
نتيجة العمليات والبحوثات والتنقيبات الإستكشافية في تل شيكمونا، تم الكشف عن أنواعًا مختلفة من الفخار، ينتمي أكثرها لنوع الأطباق والأوعية الحمراء (شرق سيغيلاتا أ)، التي صنعت على الساحل الفينيقي خلال القرن الأول الميلادي.

## محمية طبيعية ومتنزه وطني
أعلن عن تل السمك في عام 2008 كمحمية طبيعية مساحتها يصل لما يقرب 1677 دونم. كما تم الإعلان عن مساحة صغيرة (73 دونم) كحديقة وطنية.